# Cynorta cancellata
Cynorta cancellata is een hooiwagen uit de familie Cosmetidae.